# Wahlenbergia humbertii
Wahlenbergia humbertii är en klockväxtart som beskrevs av Mats Thulin. Wahlenbergia humbertii ingår i släktet Wahlenbergia och familjen klockväxter.
Artens utbredningsområde är Madagaskar. Inga underarter finns listade i Catalogue of Life.